# 망상해수욕장역
망상해수욕장역(Mangsang Beach station, 望祥海水浴場驛)은 강원특별자치도 동해시 망상동에 위치한 영동선의 임시승강장이다.
망상해수욕장을 지나는 영동선 철길에 망상해수욕장 정문 입구에 설치한 임시승강장으로 망상해수욕장을 이용하는 고객에게 편의를 제공하기 위해 설치되었다. 2014년 7월 11일부터 8월 24일까지 다시 운영하였고 이후로 매년 하계 피서 철마다 열차가 정차하고 있다.

## 역사
- 2000년 1월 1일 : 임시승강장으로 개업[2]
- 2008년 1월 1일 : 여객취급 중지
- 2014년 7월 4일 : 위치 이전[3] (영주 기점 161.2 km→161.5 km)
- 2014년 7월 11일 : 여객 취급 재개.

## 사진

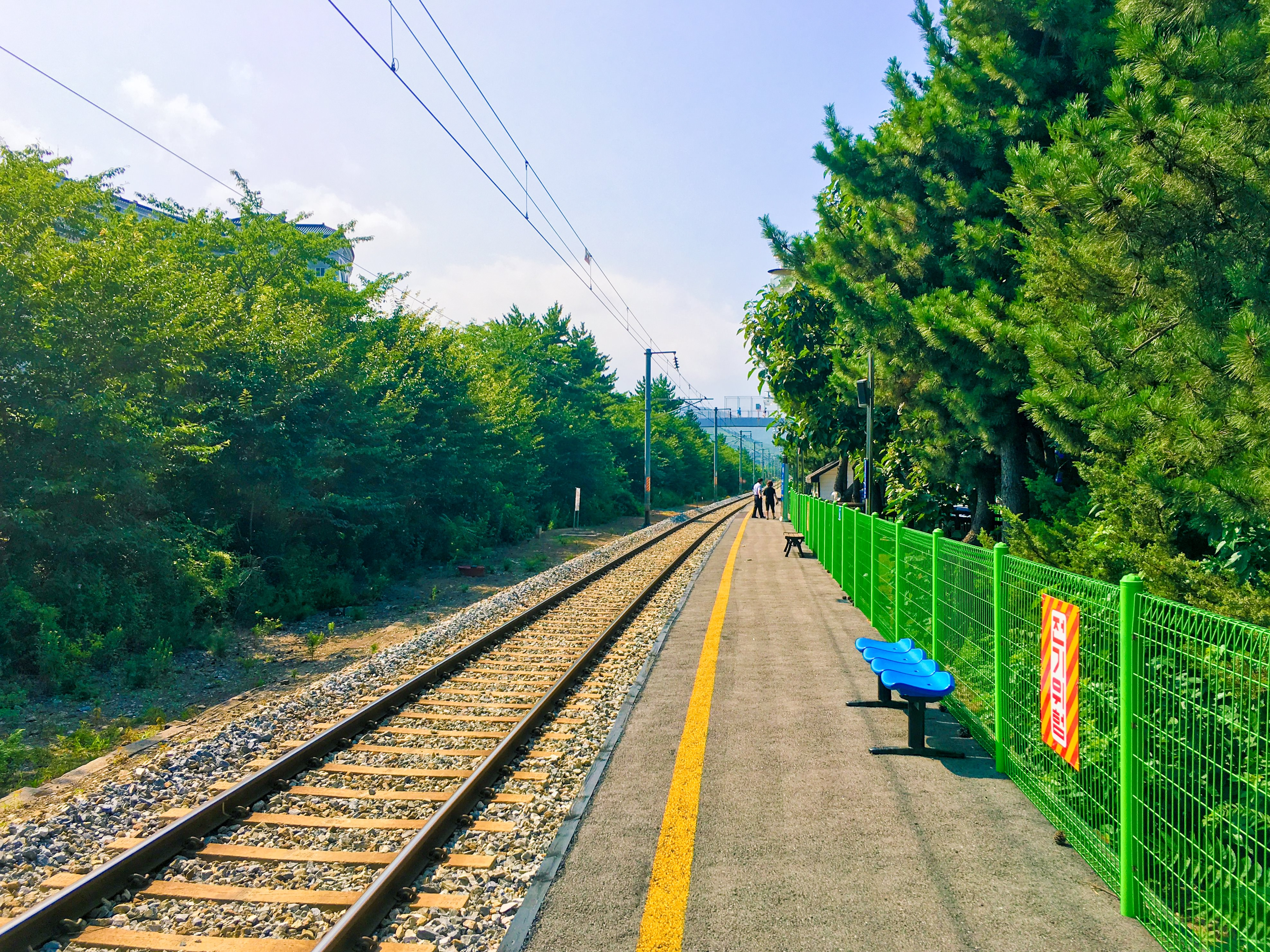
승강장
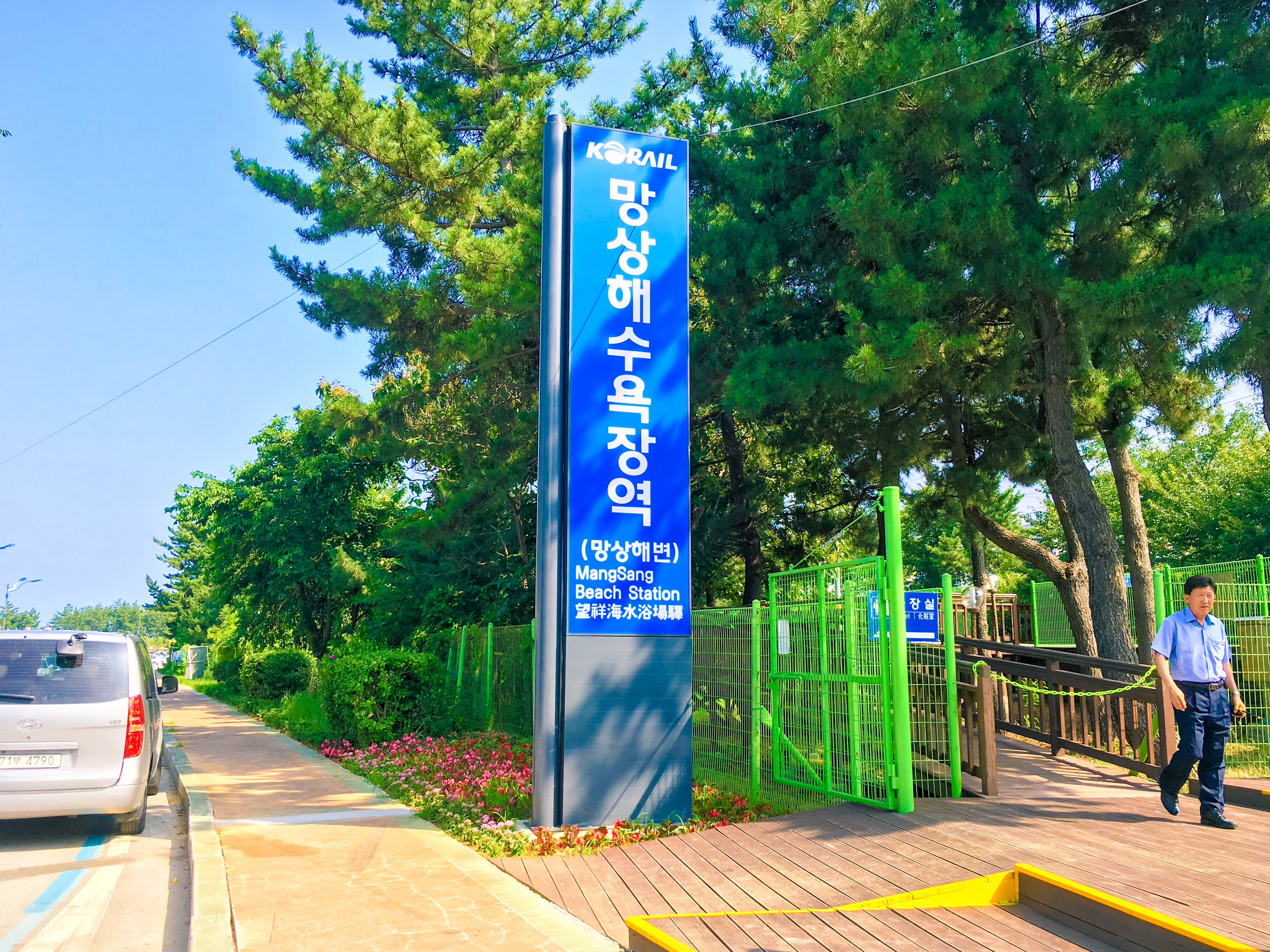
폴사인
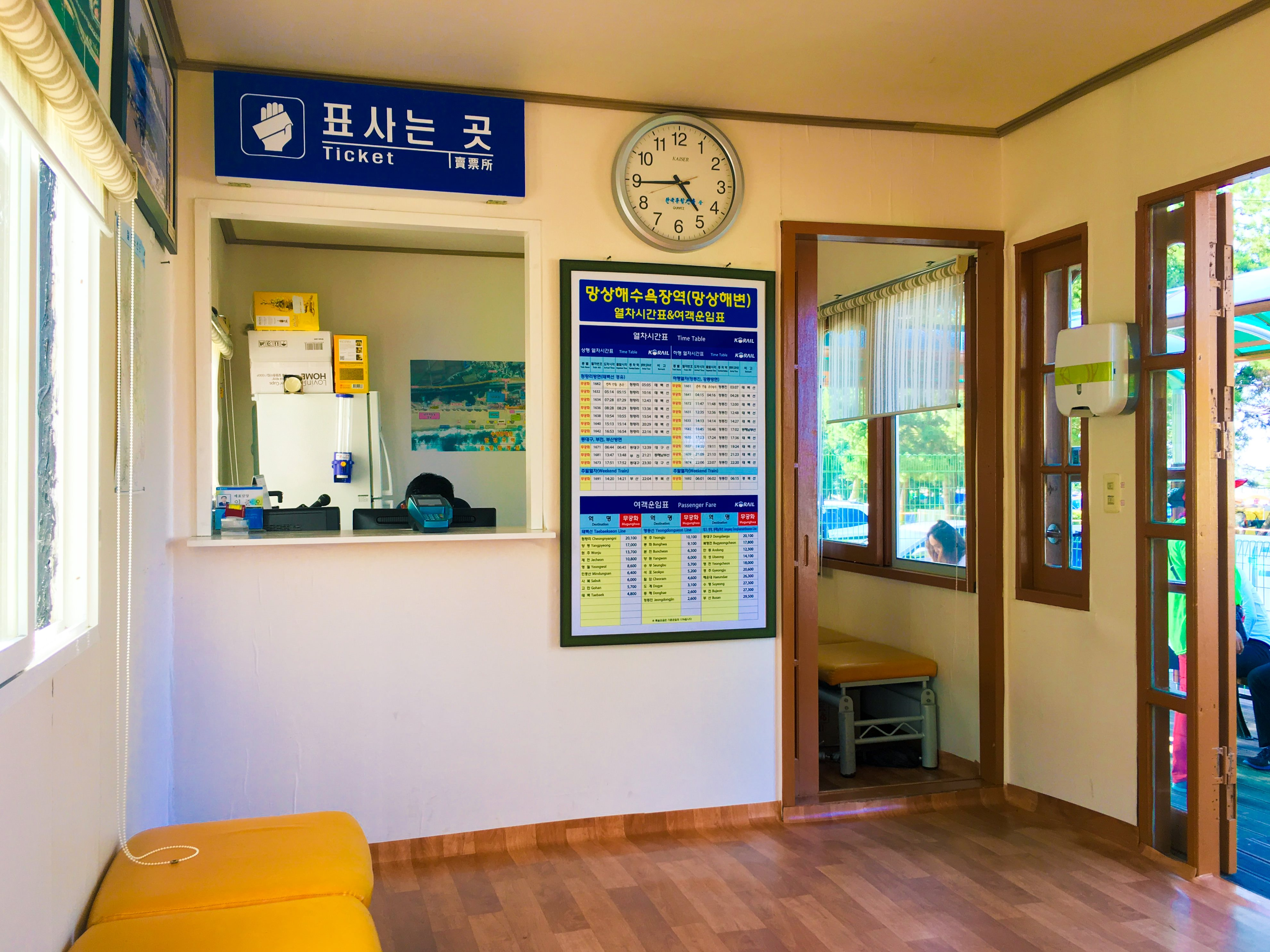
매표소
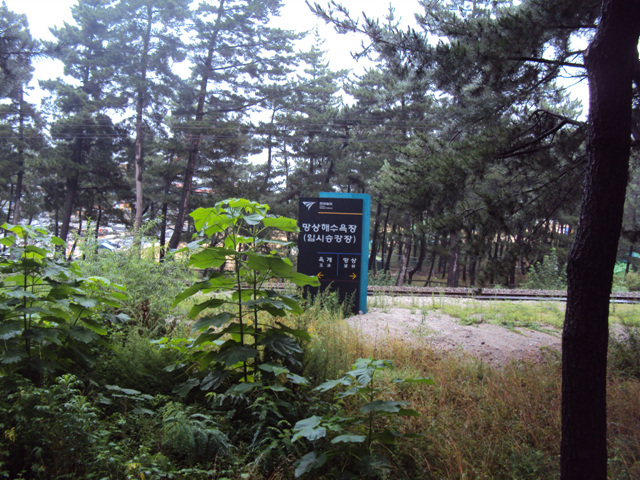
옛 승강장